# Ciclovía Santa Isabel
La Ciclovía Santa Isabel posee sentido poniente a oriente, se encuentra ubicada segregada con mojones de concreto
en la avenida Santa Isabel (comuna de Santiago), excepto la última cuadra, ya en la comuna de Ñuñoa, en que se encuentra sobre la acera.
Comienza en la intersección con la Calle San Diego, donde termina el Parque Almagro donde se encuentra la estación del mismo nombre de la Línea 3, frente a la Iglesia de los Sacramentinos y llega hasta la Ciclovía Parque Bustamante y la estación Santa Isabel de la Línea 5 del Metro de Santiago.